# カロリーネ・ウンガー
カロリーネ・ウンガー（Caroline Unger 1803年10月28日 - 1877年3月23日）は、オーストリアのコントラルト歌手。名前の表記にはKaroline、Carolina、Carlottaなどの揺れが見られる。

## 生涯
ウィーンに生まれた。イタリアで修業を積み、アロイジア・ヴェーバーやドメニコ・ロンコーニらに師事した。1821年にウィーンにおいてモーツァルトの『コジ・ファン・トゥッテ』で初舞台を踏んだ。この公演にはシューベルトがコレペティートルとして少々参加していた。3年後にはベートーヴェンの交響曲第9番とミサ・ソレムニスの初演を歌っている。
ウンガーは歌唱活動の大部分をイタリアで行った。とりわけ、サン・カルロ劇場のインプレサリオであったドメニコ・バルバイアと契約を結んだ1825年以降はナポリを拠点とした。彼女のために書かれた役としてはベッリーニの『異国の女』のイソレッタ（1829年、ミラノ）、ドニゼッティの『パリジーナ』（1833年、フィレンツェ）、『ベリザーリオ』（1836年、ヴェネツィア）、『ルデンツ家のマリア』（1838年、ヴェネツィア）、メルカダンテの『Le due illustre rivali』のビアンカ（1838年、ヴェネツィア）などがある。
ウンガーは1833年10月にパリのイタリア座で大きな成功を収めた。彼女の声には「南部の情熱、北部の活力、真鍮製の肺、銀の声、そして金の才能」があるとロッシーニが述べたのはこの時ではないかと、スタンリー・セイディは推測している。
1841年にフランスの著作家フランソワ・サバティエ＝ウンガーと結婚した彼女は、1843年に表舞台から退いた。フィレンツェで生涯を終え、同地のサン・ミニアート・アル・モンテ教会の墓地に埋葬された。
ベートーヴェンの交響曲第9番の初演時にまつわる有名な逸話が残されている。終演後に耳の聞こえない作曲者を客席に向かって振り返らせ、割れんばかりの拍手を受けさせたのはウンガーであったと言われている。